# Штайн (округ)
Штайн (нім. Bezirk Stein (Schaffhausen)) — округ у Швейцарії в кантоні Шаффгаузен.

## Громади
У таблиці наведено список громад округу станом на 2022 рік, населення та площа станом на 2019 рік.

| Українська назва | Оригінальна назва | Код BFS | Населення | Площа |
| ---------------- | ----------------- | ------- | --------- | ----- |
| Бух              | Buch (SH)         | 2961    | 332       | 3,8   |
| Гемісгофен       | Hemishofen        | 2962    | 474       | 7,9   |
| Рамзен           | Ramsen            | 2963    | 1465      | 13,5  |
| Штайн-ам-Райн    | Stein am Rhein    | 2964    | 3505      | 5,8   |